# Зондерсхаузен
Зондерсхаузен (нем. Sondershausen) — город в Германии, районный центр, расположен в земле Тюрингия. Год основания 1125. До 1909 года служил столицей княжества Шварцбург-Зондерсгаузен.
Входит в состав района Кифхойзер. Население составляет 23 142 человека (на 31 декабря 2010 года). Занимает площадь 114,36 км². Официальный код — 16 0 65 067.
Город подразделяется на 4 городских района.

## Известные уроженцы
- Гербер, Эрнст Людвиг (1746—1819) — немецкий композитор, лексикограф и органист.

## Фотографии

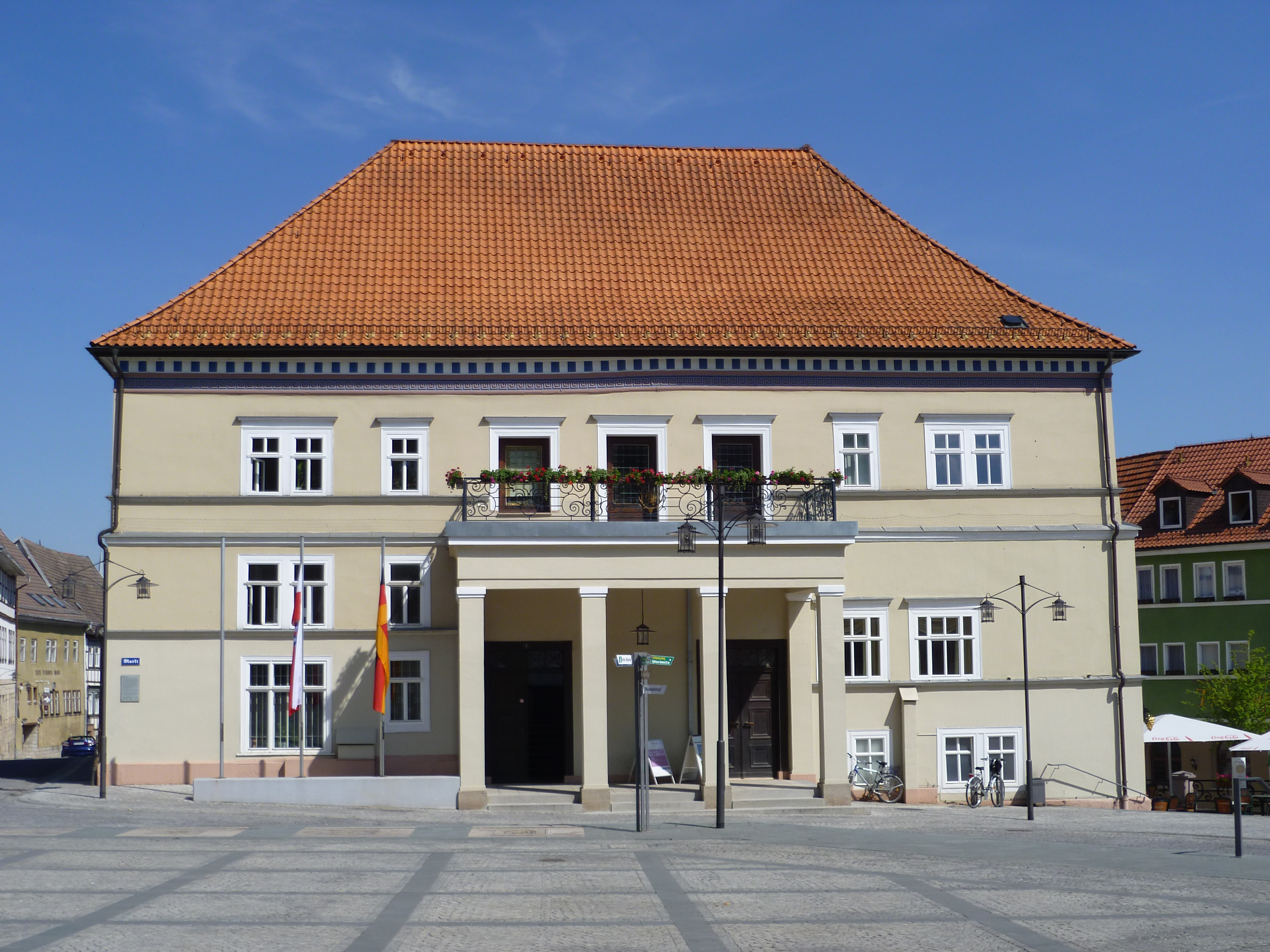
Ратуша
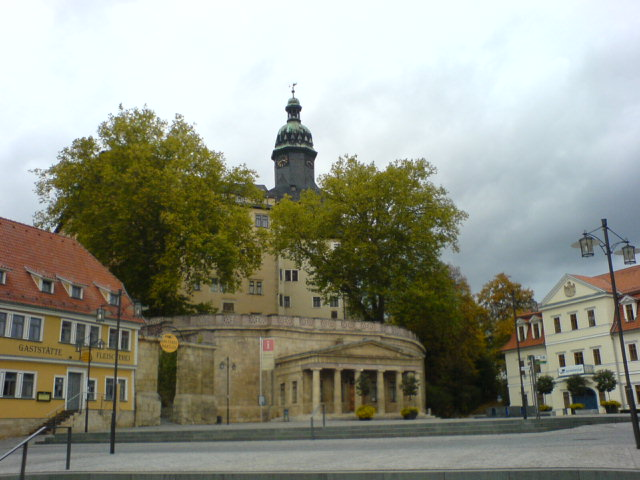
Рыночная площадь
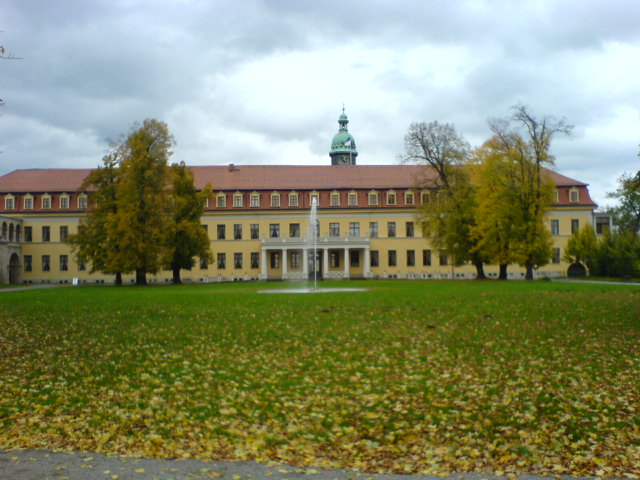
Замок
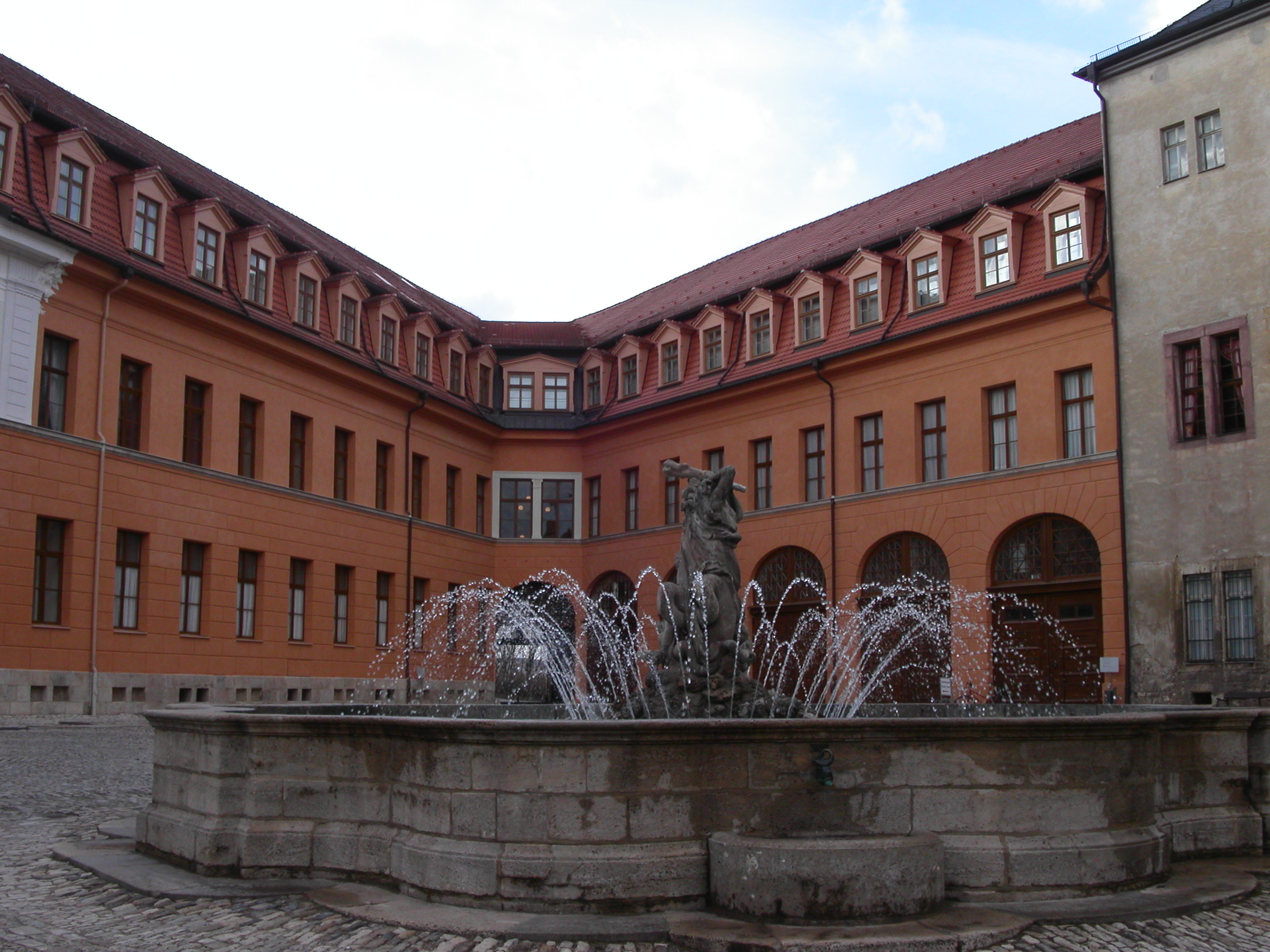
Замок

## Города-побратимы
- — Ролла (Миссури), США